# Lâu đài Baranów Sandomierski
Lâu đài Baranów Sandomierski là một lâu đài theo trường phái kiểu cách (Mannerist) nằm ở thị trấn Baranów Sandomierski ở tỉnh Subcarpathian, phía đông nam Ba Lan. Đây là một trong những cấu trúc Mannerist quan trọng nhất trong cả nước. Lâu đài thường được gọi là " Wawel nhỏ". Ban đầu là nơi cư trú của gia đình Lubomirski, giờ đây nó đóng vai trò là một bảo tàng lịch sử, khách sạn và trung tâm hội nghị.

## Lịch sử

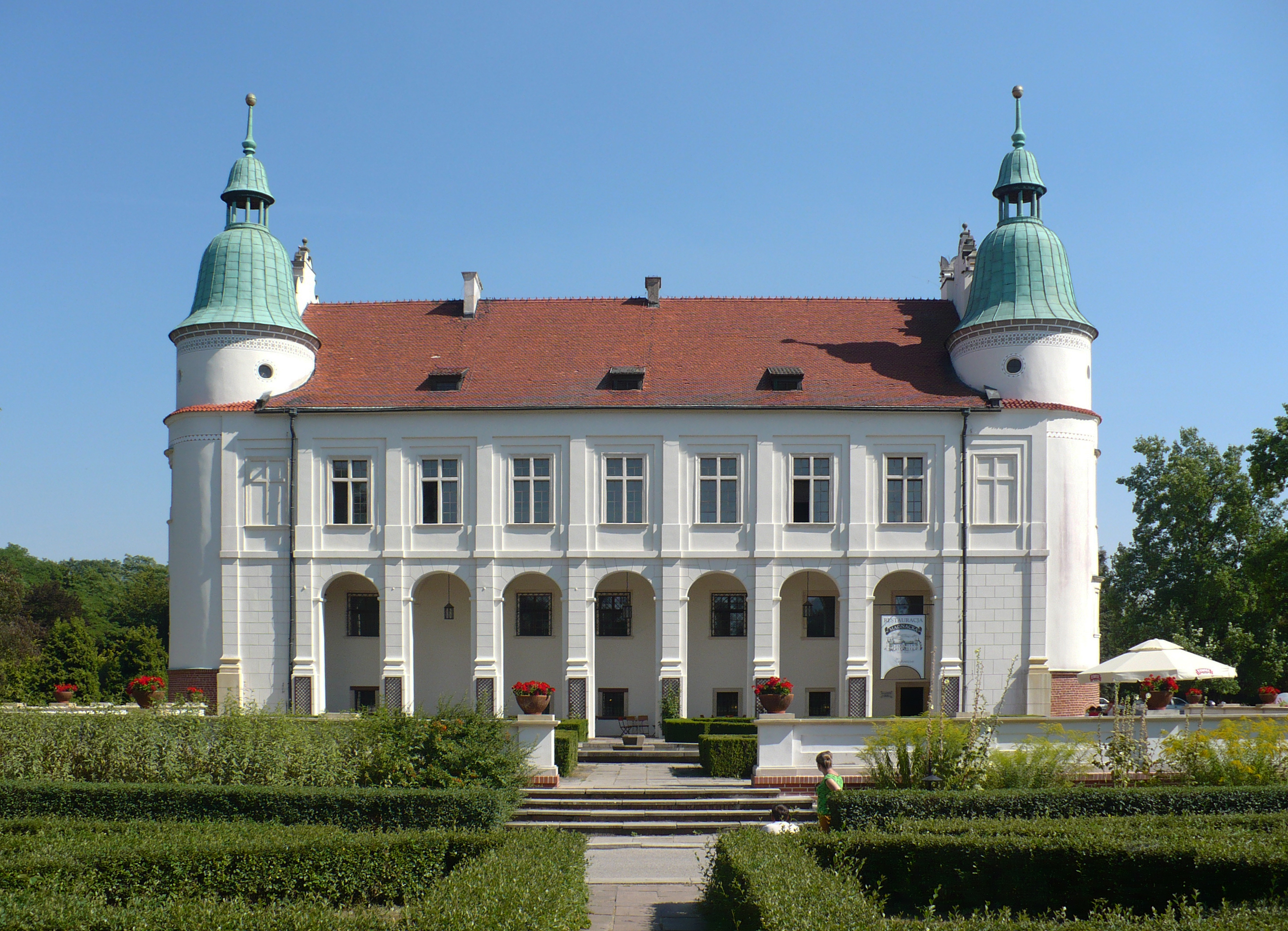
Lâu đài và vườn Baranów Sandomierski

Lâu đài này được xây dựng khoảng những năm 1591-1606 theo lối kiến trúc riêng kiểu của Ba Lan với gác xép trang trí lộng lẫy, tháp bên và sân chơi dãy cuốn cho Andrzej và Rafał Leszczynski (1526-1592) của huy hiệu nhà Wieniawa  Nó được cho là tác phẩm của một kiến trúc sư nổi tiếng người Ý, Santi Gucci, nghệ sĩ triều đình của vua Stephen Báthory. Vào khoảng năm 1620, lâu đài được bao quanh bởi các pháo đài pháo đài và vào năm 1625, các phòng của nó được trang trí với những đồ trang trí kiểu Baroque đầu tiên được thực hiện bởi nhà trang trí bằng vữa nổi tiếng Giovanni Battista Falconi.

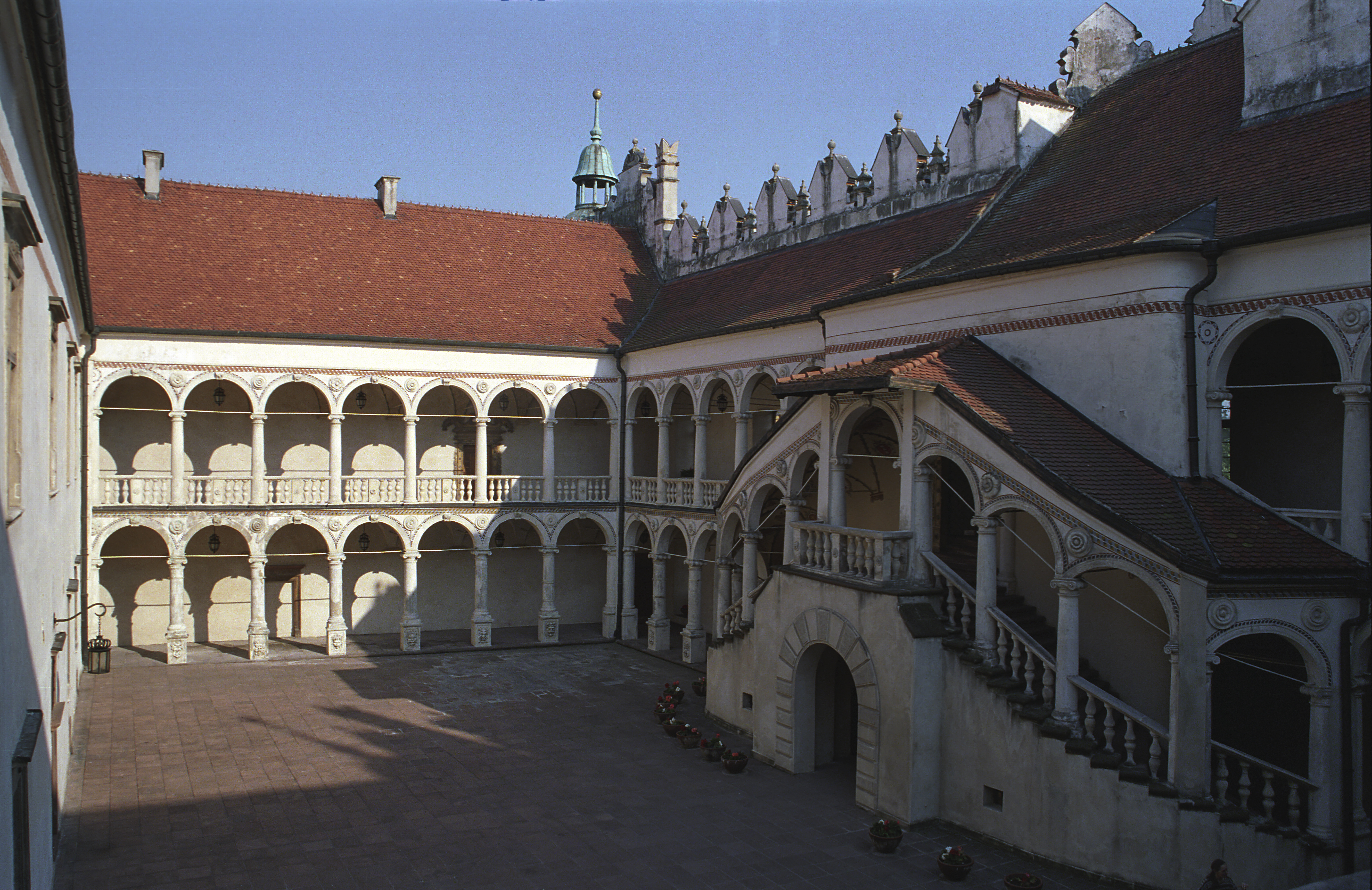
Sân dãy cuốn theo phong cách đẹp như tranh vẽ của lâu đài

Đến cuối thế kỷ 17, lâu đài trở thành sở hữu của gia đình Lubomirski thông qua hôn nhân. Hoàng tử Józef Karol Lubomirski cưới chủ nhân của nó, công chúa Teofila Ludwika Zasławska vào năm 1683, và xây dựng lại nơi này bằng cách ủy thác các kiến trúc sư hoàng gia người Hà Lan-Ba Lan Tylman van Gameren (Tylman Gamerski) từ tòa án của Jan III Sobieski, người chuyển đổi lâu đài, thêm phòng trưng bày cánh phía tây và tô điểm nội thất bằng những đồ trang trí bằng vữa muộn baroque. Phòng trưng bày chứa bộ sưu tập nghệ thuật của họ. Đáng chú ý, gần hai thế kỷ sau, tất cả các tác phẩm nghệ thuật đã bị phá hủy trong các đám cháy lớn, lần đầu tiên vào năm 1848 (với toàn bộ thư viện) thuộc gia đình Krasnicki và cuối cùng vào năm 1898 dưới thời Dolańskis.
Lâu đài ở Baranów Sandomierski liên tiếp chuyển sang sở hữu các gia đình: Wiśniowiecki, Sanguszko, Lubomirski, Małachowski, Potocki và Krasnicki. Năm 1867, nó được mua lại bởi Feliks Dolański. Cấu trúc được khôi phục bởi chủ sở hữu tiếp theo Stanisław Dolański sau một vụ hỏa hoạn vào năm 1898. Dưới sự chỉ đạo của Kraków, kiến trúc sư Tadeusz Stryjeński, một số thay đổi đã được thực hiện trong bố cục. Trong lần tái thiết này, một trong những căn phòng ở tầng trệt đã được thông qua làm nhà nguyện và được trang trí theo phong cách nghệ thuật tân thời. Cửa sổ kính màu của Józef Mehoffer và một bàn thờ với bức tranh của Jacek Malczewski Đức Mẹ Vô nhiễm Nguyên tội là những nét chính của nội thất. Lâu đài vẫn thuộc sở hữu của gia đình Dolański cho đến khi Thế chiến II bùng nổ. Do thiệt hại chiến tranh, lâu đài đã được Nhà nước cải tạo vào những năm 1959 - 1969, dưới sự hướng dẫn của giáo sư Alfred Majewski. Sự tài trợ của tòa nhà đã được chuyển cho nhà máy Sulfur Mines và nhà máy "Siarkopol" ở Tarnobrzeg gần đó.